# ASL-phabet
ASL-phabet ou Alfabeto ASL é um sistema de escrita desenvolvido por Samuel Supalla para a American Sign Language (ASL), língua americana de sinais. Baseada no SignFont e na notação Stokoe, segue a ordem fonêmica (visêmica) de linearidade sígnica, mas de forma simplificada, ausente de diacríticos.
Ao contrário das demais escritas de sinais, apresenta uma quantidade reduzida de grafemas (22 para configuração de mão; 5 para ponto de articulação e 5 para movimento). Segundo os linguistas Hulst & Channon, "este sistema, muito mais que o SignWriting, reconhece o fato de que a representação gráfica de uma palavra não precisa ser estrita e fonologicamente real, mas apenas suficientemente original para se definir significante".